# Franz Mück (Boxtrainer)
Franz Mück (auch Franz Mueck) (* 20. Juni 1909 in Hamburg; † 9. Februar 1985 ebenda) war ein deutscher Boxertrainer.

## Leben
Mück war ab 1928 Trainer beim Hamburger Verein SV Polizei und führte mehrere Boxer zum Gewinn von Hamburger und Norddeutschen Meistertiteln. Unter seiner Leitung und in Zusammenarbeit mit Hanne Wichmann gewannen Boxer zudem deutsche Meisterschaften, darunter Carl Schmidt, Addi Baumgarten, Ferdinand Raeschke sowie Otto und Heinz Götzke. Mück betreute ebenfalls Herbert Nürnberg und Riedel Vogt. Mück war ebenfalls Trainer des Hamburger Boxverbands.
Er war Trainer von Hein ten Hoff, führte ihn gemeinsam mit Ernst Prikker im September 1951 zum Gewinn des Europameistertitels, als ten Hoff auf der Berliner Waldbühne vor 27 000 Zuschauern Jack Gardner bezwang. Zudem betreute er Willi Hoepner, der 1958 Europameister wurde. Auch Hans-Werner „Buttje“ Wohlers gehörte zu seinen Schützlingen, der im Dezember 1961 unter Mücks Leitung deutscher Meister wurde. Mit Albert Westphal, Helmut Mistol und Heinrich Meinhardt trainierte er weitere deutsche Meister.
Mück betreute Jürgen Blin, war sein Trainer bei dessen Einstand als Berufsboxer im Jahr 1964 sowie auch, als dieser im Juni 1970 und Mai 1971 um den Europameisterschaftstitel kämpfte, aber jeweils verlor. Nach Blins Kampf gegen Muhammad Ali im Dezember 1971 beendeten er und Mück ihre Zusammenarbeit.
Nach Einschätzung des Hamburger Abendblatts hat sich Mück als Trainer „in der deutschen Boxsport-Geschichte einen festen Platz gesichert“. Dessen Bilanz im Profilager sei phantastisch, schrieb das Blatt im Dezember 1971. Er starb im Februar 1985 im Alter von 75 Jahren und wurde auf dem Friedhof Ohlsdorf beigesetzt.